# Duang
是一个拟声词，出自对香港影星成龙代言的霸王洗发水广告的恶搞迷因，用来形容某个动作效果、模仿某种特效配音，多指一瞬间达到的特殊效果。

## 词语来源
2004年，成龙代言了“霸王洗发水”的广告，在广告中，他称：
|  | （呃……）当我第一次知道要拍洗发水广告的时候，其实我是拒绝的。因为我觉得，（呃……）你不能叫我拍我就馬上去拍，第一我要试一下，（不然）我又不想说，一个广告拍完后加上好多特技，头发动啊（Duang~），很黑，很亮，很柔，结果观众出来一定会骂我，根本没有这种头发，证明上面这个是假的。我说先给我试一下。后来經過證實也知道它们是中药的，而且没有那种化学成分。洗了一个月……这个月下来之后，起码我用了很舒服，现在我每天还在用，我还给我成家班用：“来！来！来！大家试试看！”我跟导演讲：“拍的时候就拍！拍完之后，这个头发就是我的头发，就不要再加特技上去，没有，就是这样子。”我要给观众看到，我用完之后就是这样子，你们用完的时候也是这样子！ |

其中，原话并未直接使用“duang”。广告推出之后，有香港网民通过空耳，将“动啊”恶搞为“动L”，用来形容头发生动的样子。其后在中国大陆的视频恶搞里面，将“动啊”一词写成“duang”，从而再次走红。
2010年，有媒体爆出霸王洗发水含有致癌物二噁烷（霸王方面对此予以否认），而霸王两款产品又因虚假宣传被中国大陆药监部门调查。之后引发了网络上对广告词的恶搞。之后到了2015年初，有一用户名为“绯色toy”的弹幕视频网站哔哩哔哩动画用户再次将广告视频挖出并进行恶搞，将其和中国艺人约瑟翰·庞麦郎的歌曲《我的滑板鞋》重新混音制作，这个“duang”声不断的恶搞版顿时被网友大量转发。
該台詞被網民惡搞成為以下版本：
|  | 當我第一次知道要拍洗頭水廣告的時候，其實我是，是拒絕的。我跟導演講，我拒絕，因為其實我根本沒有頭髮。導演跟我講，拍完加特技，頭髮很黑很亮很柔。加了一個月特技之後，頭髮duang~ ~ ~後來我也知道它們是假的，是化學成分的。我現在每天還是加特技，加了很多特技，頭髮duang~duang~duang~我的頭髮烏黑濃密。觀眾用完之後不能來罵我，因為我根本沒有頭髮。脫髮脫髮。我還給我成家班加特技，頭髮加特技，化學的成分，特技的頭髮，很黑很亮很柔，duang~ ~ ~…… |

## 發音
「Duang」這個音節在现代标准汉语中並不存在。但聲母d(/t/)和韻母uang(/uaŋ/)都存在於現代漢語中，兩個組合在一起可以拼成一個全新的音節。儘管這個音節可以沒有聲調的限制，但最終被認為是一聲（陰平）。
另外，該字的確切發音並不全然是d與uang的簡單結合，根據影片中成龍呈現出來的發音，duang中的ua其實是一個類似鼻化元音的音素（原版视频是“动啊”两字的合音，“啊”的发音受到前面的“动”字的影响）。

## 反响
在香港，自2008年「霸王洗髮水」的廣告在香港電視台播放後，「動L」一詞開始為香港人所熟悉，並成為香港的流行語。“动L”原本在廣告中用来形容頭髮生动的样子，之后这一词又衍生出“生动”、“有弹性”、“一阵子”、“颠簸”等意思。，更有作為「男性勃起」的隱誨說法的例子。有網民將廣告的台詞配上《崖上的波兒》的主題曲，並放上YouTube，更獲得多個YouTube殊榮。其後更造就了一輪該主題曲歌詞的改編熱潮。
而在中国大陆，在《我的洗发水》恶搞视频发布后，“duang”一词迅速成为中国网络热词，“duang什么意思”一度成为微博排名第一的热搜词，截至2015年3月1日傍晚6时，微博实时热搜搜索“duang”这个词，已经可以找到近500万条结果。网民不仅创造出了“duang”的汉字写法（上“成”下“龙”），还将其各种“造句”，“duang”一词也被认为是羊年第一个网络热门词，恶搞视频中的“加特技”也随之流行开来。线上购物网站的诸如T恤、手机外壳、笔记本、腰包、胸针、口罩及洗发水等商品也搭其顺风车，以之命名或做广告，并热卖。“Duang”一词在中国网络的走红，也引发了包括英国BBC和美国《外交政策》杂志网站在内的海外媒体的关注，走紅全球。
而当事人成龙的微博也在恶搞视频发布后被“duang”刷屏，之后成龙本人转发微博时也用“duang”自嘲，引发网民围观。在2015年中国“两会”期间，有媒体记者问及“最近网上很火的‘duang’字你怎么解释”时，身兼全国政协委员的成龙笑称“很好玩”。但在另一場合全國政協文藝界小組會議中，成龍抱怨：「抱了一下宋祖英就上頭條，講一句duang就寫了這麼久……我一個duang，講100年。我現在講一句真話真有可能後悔10年，後悔一輩子。等你死的那一天，甚至死了以後還會再翻出來。」表示以後說話要三思。另一当事方霸王也对之前网友恶搞的视频进行改版，发布“自黑”视频，但其中“连续七年销量第一”的台词却遭到质疑。